# Wasbüttel
Wasbüttel település Németországban, azon belül Alsó-Szászország tartományban. Lakosainak száma 1806 fő (2023. december 31.). Wasbüttel Meine, Isenbüttel és Calberlah községekkel határos.

## Népesség
A település népességének változása:
| Lakosok száma | 1867 | 1839 | 1815 | 1778 | 1795 | 1806 |
|               | 2016 | 2017 | 2019 | 2021 | 2022 | 2023 |